# Stephanodes
Stephanodes is een geslacht van vliesvleugeligen uit de familie Mymaridae. De wetenschappelijke naam van dit geslacht is voor het eerst geldig gepubliceerd in 1909 door Enock.

## Soorten
Het geslacht Stephanodes omvat de volgende soorten:
- Stephanodes chestertoni (Debauche, 1949)
- Stephanodes missionicus (Ogloblin, 1967)
- Stephanodes polynemoides (Yoshimoto, 1990)
- Stephanodes reduvioli (Perkins, 1905)
- Stephanodes septentrionalis Huber, 1997
- Stephanodes similis (Förster, 1847)